# Guadaíra
Der Guadaíra ist ein Fluss in der Provinz Sevilla in Andalusien, im südlichen Spanien. Sein Name enthält die gleiche Wortwurzel guad wie der viel größere Fluss Guadalquivir. Die Wortwurzel entstammt dem arabischen Wort wādī, das „Flusstal“ bedeutet.
Der Fluss verläuft durch die Stadt Alcalá de Guadaíra in der südöstlichen Umgebung Sevillas. Die obere Wasserzufuhr des Flusses liegt im Osten und Südosten der Stadt. Der Fluss mündet unterhalb und südlich von Sevilla als linker Nebenfluss in den Guadalquivir. Auf der Südseite des Flusses befindet sich nahe der Stadt der große Park Oromana. 
Große Mengen an Schaum und ein unerfreulicher Geruch sind an diesem Fluss im Winter nicht ungewöhnlich. Der Fluss war über lange Jahre mit den Nebenprodukten des Olivenölanbaus sowie von anderen Abfallstoffen verschmutzt. Dennoch ist der Fluss für das Leben wilder Tiere eine Zuflucht; die Ufer des Flusses sind baumbestanden und liegen zu Teilen Parks und in Wäldern. In den vergangenen Jahren hat die Provinzregierung Andalusiens die Ökologie am Guadaíra erheblich verbessern können. Eine Ausstellung in dem Peru-Pavillon einer Ausstellung (der Las Americas von 1929) in Sevilla gibt hiervon Zeugnis.